# Min sång skall bli om Jesus
Min sång skall bli om Jesus är en sång med text från 1875 av Fanny Crosby. Varje vers, fyra stycken, har samma inledningsrad. William Howard Doane skrev musiken samma år (G-dur, 4/4). Sången översattes 1878 till svenska av Lina Sandell-Berg, men även Erik Nyström finns angiven som översättare..

## Publicerad som
- Sionstoner 1889 som nr 798
- Svensk söndagsskolsångbok 1908 som nr 161 under rubriken "Böne- och lovsånger".
- Frälsningsarméns sångbok 1929 som nr 321 under rubriken "Jubel, erfarenhet och vittnesbörd".
- Musik till Frälsningsarméns sångbok 1930 som nr 321
- Sionstoner 1935 som nr 72 under rubriken "Guds lov".
- Sånger och psalmer 1951 nr 51 under rubriken "Jesus Kristus. Jesu härlighet".
- Sions Sånger 1951 som nr 132
- Förbundstoner 1957 som nr 79 under rubriken "Guds uppenbarelse i Kristus: Jesu person och verk".
- Frälsningsarméns sångbok 1968 som nr 323  under rubriken "Det Kristna Livet - Jubel och tacksägelse".
- Sions Sånger 1981 som nr 189 under rubriken "Tack och Lov".
- Lova Herren 1988 som nr 614 under rubriken "Guds barns tacksägelse och lovsång".
- Frälsningsarméns sångbok 1990 som nr 509  under rubriken "Lovsång, tillbedjan och tacksägelse".
- Sångboken 1998 som nr 85.
- Sions Sånger (2008)  nr 224.